# Clematis craibiana
Clematis craibiana är en ranunkelväxtart som beskrevs av John Henry Lace. Clematis craibiana ingår i släktet klematisar, och familjen ranunkelväxter. Inga underarter finns listade i Catalogue of Life.